# Doraemon: Nobita và những bạn khủng long mới
Doraemon: Nobita và những bạn khủng long mới (Nhật: ドラえもん のび太の新恐竜 Hepburn: Doraemon Nobita no Shin Kyōryū, n.đ. 'Doraemon: Khủng long mới của Nobita') là phim điện ảnh anime thể loại khoa học viễn tưởng của đạo diễn Imai Kazuaki và biên kịch Kawamura Genki, nằm trong loạt manga và anime Doraemon. Đây là phim chủ đề thứ 40 của anime Doraemon. Tác phẩm đánh dấu 50 năm xê-ri Doraemon được xuất bản. Truyện phim kể về việc Nobita tìm thấy một quả trứng khủng long hóa thạch trong buổi triển lãm khủng long và nhờ vào bảo bối của Doraemon mà đã nở ra hai con khủng long, cậu đặt tên chúng là Kyū và Myū. Tuy nhiên, do không thể nuôi chúng trong thế giới hiện đại, Nobita quyết định đưa chúng đến Kỷ Phấn Trắng (66 triệu năm trước).
Phim bắt đầu khởi chiếu tại Nhật Bản từ ngày 7 tháng 8 năm 2020, trùng với ngày sinh nhật của nhân vật chính Nobita và do Toho phân phối.

## Nội dung
Nobita vô tình tìm được một quả trứng khủng long hóa thạch xen lẫn đất đá trong khuôn viên triển lãm hóa thạch khủng long mà cậu đã đến tham quan trước đó. Cậu đưa nó trở về trạng thái nguyên thủy bằng "Khăn trùm thời gian". Sau khi đem ấp, quả trứng nở ra một loài khủng long mới không có tên trong Bách khoa toàn thư vũ trụ và đặt tên chúng là Kyū và Myū. Mặc dù muốn bí mật chăm sóc chúng song việc có khủng long trong phố vẫn bị cư dân phát hiện; Nobita cùng các bạn buộc phải đưa chúng về Kỷ Phấn Trắng 66 triệu năm trước — thời đại của chúng. Ở đây, nhóm bạn được tận mắt chứng kiến cuộc chiến giữa Stegosaurus và Allosaurus, khiến Suneo đặt câu hỏi về thời đại mà nhóm bạn đang ở là kỷ Jura không phải kỷ Phấn trắng. Sau đó, Nobita thú thực rằng mình đã vô tình chạm phải màn hình cỗ máy thời gian khiến điểm đến bị đảo ngược khi sóng thời gian bị lỗi. Sau đó cả nhóm bạn trở về cỗ máy thời gian, tuy nhiên, một con Allosaurus đã rượt đổi theo, và dù sau đó nhóm bạn trốn thoát được nhưng Nobita đã làm rơi hộp mô hình chăn nuôi.
Sau khi trở về kỷ Phấn trắng, nhóm bạn lên một cao nguyên và sau đó Doraemon sử dụng bảo bối hiển thị dấu chân của đồng loại của Kyū và Myū và nhờ đội trứng thám hiểm tìm ra điểm cuối của những dấu chân đó. Do trời đã tối nên Doraemon dựng bong bóng cắm trại. Vào lúc này, Suneo bất ngờ nhìn thấy một con linh trưởng sống ở thời này, nhưng không có nghi ngờ thêm nữa. Con linh trưởng này chính là một người đàn ông trong một tổ chức nào đó từ tương lai giả dạng thành. Sang hôm sau, cả nhóm tiếp tục chặng đường và đi qua một hẻm núi lớn. Khi đang dùng Chong chóng che để bay thì bất ngờ có một đàn Dực long hoảng loạn chạy trốn qua đó nên cả nhóm phải núp xuống vườn cây dưới đó. Khi quay lại nhìn đàn Dực long, qua tia sét, Nobita phát hiện hình bóng của một con Dực long khổng lồ. Khi đã xuống được mặt đất, cả nhóm lại bị T-rex truy sát, may mắn nhờ bảo bối của Doraemon mà Jaian kết bạn được với nó và nó không truy cản nhóm bạn nữa.
Cả nhóm sau đó kết bạn với các loài khủng long khác và cũng tìm đến được điểm cuối của loạt dấu chân, đó chính là vách đá biển. Cảm thấy kì lạ, Jaian và Suneo tách nhóm đi tìm manh mối và họ tìm được lý do con linh trưởng xuất hiện, đồng thời tìm được căn cứ của tổ chức kì lạ kia. Tuy vậy, họ bị phát hiện và bị bắt giam. Trong khi đó, nhóm Doraemon phải chiến đấu với con Dực long khổng lồ kia khiến Nobita và Kyū bị rơi xuống biển, may thay, Pīsuke, con khủng long mà Nobita đã cứu từ những tập phim điện ảnh trước đã cứu họ tới một hòn đảo. Doraemon, Shizuka và Myū đoàn tụ với Nobita và Kyū tại đây. Cũng chính hòn đảo này là nới sinh sống duy nhất của đồng loại Kyū và Myū. Myū sau đó dễ dàng kết bạn được với đồng loại của mình nhưng Kyū thì khó hơn do chưa biết bay, thậm chí còn bị đồng loại khước từ kết bạn.
Lúc này, may mắn cho Jaian và Suneo khi thoát được phòng giam và lẻn được vào phòng điều hành, ở đây họ phát hiện được hòn đảo mà tổ chức kì lạ kia theo dõi, cũng chính là hòn đảo mà các bạn còn lại đang ở, chính là bộ mô hình chăn nuôi mà Nobita đánh rơi từ kỷ Jura, đã liên tục phóng đại kích cỡ qua hàng triệu năm, sau đó họ bắt đầu rời khỏi cỗ máy và tìm đường đoàn tụ. Trong lúc đó thì ở hòn đảo kia, Nobita và Kyū luyện tập cùng nhau và khi họ đang ngồi trò chuyện với nhau, một tia sáng rất lớn phát ra từ bầu trời cắt ngang đường chân trời. Cảm thấy kì lạ, cả nhóm bạn đoàn tụ và đóm sáng kia chính là thiên thạch đã rơi xuống bán đảo Yucatán của Mexico, sự kiện tuyệt chủng K-Pg bắt đầu diễn ra.
Lúc này, tổ chức kì lạ kia lộ diện và đó chính là Đội tuần tra thời gian, họ đã bắt Nobita vì ý định đảo ngược thời gian, tuy nhiên, một thành viên của đội tuần tra đã kiểm tra dấu vết lịch sử của Nobita và Kyū, sau đó một thành viên khác ra lệnh ngừng bắt cho Nobita. Khi ấy, Jaian và Suneo kể cho mọi người về phát hiện của mình. Do đây là hộp mô hình chăn nuôi nên có thể điều chỉnh nhiệt độ không khí giúp cho loài khủng long có thể sinh sống được qua sự kiện tuyệt chủng. Doraemon phân phát cho mọi người Bút chì dịch chuyển không gian để mọi người có thể khoanh vùng được nhiều nhất số khủng long có thể để đưa chúng nên hòn đảo mô hình kia. Trong lúc mọi người đều đi khoanh vùng thì Doraemon, Nobita và Kyū lại phải chiến đấu với con Dực long khổng lồ kia và cuối cùng qua bao sự luyện tập, Kyū đã có thể bay và cứu được Nobita đang bám vào con Dực long, đây chính là sự tiến hoá sinh học mà đội tuần tra mới không bắt nhóm bạn, loài khủng long đã có những lần cất cánh đầu tiên để tiến hoá thành loài chim sau này. Sau đó, Doraemon dùng đèn pin thu nhỏ con Dực long kia để Nobita và Kyū tiếp tục khoanh vùng hòn đảo. Sau khi khoanh vùng hoàn tất, Doraemon đã dịch chuyển tất cả số khủng long mà Shizuka, Jaian, Suneo đã tập hợp được, qua đó giúp chúng có cơ hội được tiếp tục sống trên hòn đảo mô hình đã thay đổi nhiệt độ phù hợp với cơ thể chúng. Cuối cùng, Doraemon cùng nhóm bạn theo Đội tuần tra thời gian đã trở về.

## Sản xuất
Kể từ chương truyện đầu tiên được ra mắt vào năm 1969, Xê-ri Doraemon tròn 50 năm ra đời. Cũng như gần 40 năm phim điện ảnh Doraemon được phát hành kể từ Nobita no Kyōryū (1980). Vì vậy Fujiko Pro quyết định chọn lại chủ đề "khủng long", vốn được cố họa sĩ Fujiko F. Fujio sinh thời yêu thích. Sau Nobita no Takarajima (2018), Imai Kazuaki và Kawamura Genki được tiếp tục mời làm đạo diễn và biên kịch. Theo Kawamura, Fujiko Pro yêu cầu không chỉ có "khủng long" và "hài hước" mà còn phải có thêm "sự tiến hóa" từ Nobita no Kyōryū để phụ huynh có thể cùng xem với các em nhỏ. Đã có ba phiên bản khủng long ra mắt trước đó thành công bao gồm Nobita no Kyōryū, Nobita to Ryū no Kishi (1987) và Nobita no Kyōryū 2006 nên lần này anh cảm thấy rất áp lực. Anh cùng bàn bạc với đạo diễn Imai về phương thức xây dựng câu chuyện về khủng long trong bối cảnh hiện đại ngày nay và khái niệm "Shin Kyōryū" (新恐竜) được nhắc đến. Anh đã làm chuyến thực nghiệm đến bảo tàng khủng long cũng như các địa điểm khai quật hóa thạch ở Fukui để lấy tư liệu và hoàn thành kịch bản vào mùa thu năm 2018. Để có thể tạo ra sự sống động của khủng long như thật mà không phá vỡ nét đồ họa truyền thống đạo diễn Imai đã dùng đến mô hình khủng long 3D của Morie (Kōta).
Trước khi đăng tải trailer chính thức vào ngày 4 tháng 7 năm 2019, thì một phân đoạn video ngắn vài giây về bộ phim được truyền tải ở phần cảnh hậu danh đề (after credit) của Nobita no Getsumen Tansaki. Trailer thứ hai công bố ngày 19 tháng 11.
Phim được chuyển thể thành trò chơi điện tử phát hành bởi FuRyu vào ngày 5 tháng 3 năm 2019 trên nền tảng Nintendo Switch.

## Lồng tiếng
Ngày 16 tháng 1 năm 2020, thông tin về seiyū khách mời đầu tiên của bộ phim được tiết lộ. Kimura Takuya đảm nhận vai trò người lồng tiếng cho Jill, một nhân vật đội lốt khỉ. Đây cũng là phim anime thứ ba anh tham gia trong sự nghiệp lồng tiếng phim. Ngày 29 tháng 1, công bố nữ nghệ sĩ hài Watanabe Naomi sẽ tham gia lồng tiếng phim.
| Nhân vật             | Diễn viên lồng tiếng | Diễn viên lồng tiếng    |
| Nhân vật             | Tiếng Nhật (Gốc)     | Tiếng Việt              |
| -------------------- | -------------------- | ----------------------- |
| Doraemon             | Mizuta Wasabi        | Nguyễn Thụy Thùy Tiên   |
| Nobita               | Ōhara Megumi         | Đặng Hoàng Khuyết       |
| Shizuka              | Kakazu Yumi          | Phan Hoài Thương        |
| Jaian                | Kimura Subaru        | Huỳnh Thiện Trung       |
| Suneo                | Seki Tomokazu        | Thái Văn Minh Vũ        |
| Mẹ Nobita            | Mitsuishi Kotono     | Nguyễn Vũ Minh Chuyên   |
| Ba Nobita            | Matsumoto Yasunori   | Lê Nguyễn Tuấn Anh      |
| Dekisugi             | Hagino Shihoko       | Nguyễn Quang Tuyên      |
| Thầy giáo            | Takagi Wataru        | Hồ Chơn Nhơn            |
| Jill                 | Kimura Takuya        | Trần Vũ                 |
| Natalie              | Watanabe Naomi       | Võ Ngọc Quyên           |
| Tiến sĩ              | Ono Daisuke          | Trịnh Kiêm Tiến         |
| Pisuke               | Ryūnosuke Kamiki     | Chánh Tín               |
| Kyu                  | Endō Aya             | Huỳnh Thị Thu Hiền      |
| Myu                  | Kugimiya Rie         | Trương Ngọc Châu        |
| Gol                  | Mamiya Yasuhiro      | Trần Nguyễn Linh Phương |
| Tiến sĩ Dino         | Walandouw Fero       | Hoài Bảo                |
| Thanh tra Bodygoruad | Akbar Ichsan         | Đặng Hạnh Phúc          |

## Âm nhạc
Ca khúc chủ đề phim là "Birthday" do ban nhạc Mr. Children trình bày được giới thiệu lần đầu trong trailer phim phát hành tháng 11 năm 2019. Ca khúc được tạo ra để chào đón 50 năm Doraemon ra đời. Tuy nhiên trong quá trình làm demo cho Sakurai Kazutoshi hát, nhà sản xuất Kawakita Momoko lại nảy thêm ý tưởng về một bài hát khác. Đến ngày 9 tháng 1 năm 2020, ca khúc chủ đề thứ hai được công bố mang tên  Kimi to Kasaneta Monologue (君と重ねたモノローグ). Cả hai bài hát được Toy's Factory tập hợp đưa vào đĩa đơn dự kiến phát hành trong tháng 3 năm 2020.
Đảm nhiệm công việc soạn nhạc nền vẫn là Hattori Takayuki kể từ bộ phim năm 2018. Các đoạn nhạc được đóng gói đưa vào album CD Eiga Doraemon: Nobita no Shin Kyōryū Original Soundtrack phát hành ngày 4 tháng 3 bởi Avex Classics.
| STT              | Nhan đề                                                                    | Thời lượng |
| ---------------- | -------------------------------------------------------------------------- | ---------- |
| 1.               | "Prologue" (プロローグ)                                                    | 0:54       |
| 2.               | "Taiko kara no Koe" (太古からの声)                                         | 0:29       |
| 3.               | "Main Theme ~Inochi no Shinka" (メインテーマ ～いのちの進化)               | 1:27       |
| 4.               | "Nobita to Kyū ~Tanjō" (のび太とキュー ～誕生)                             | 1:41       |
| 5.               | "Kyōryū Tte Nanidarou" (恐竜って何だろう)                                  | 1:23       |
| 6.               | "Nitamo no Dōshi" (似たものどうし)                                         | 0:28       |
| 7.               | "Kyūbyō" (急病)                                                            | 1:06       |
| 8.               | "Jiorama o Tsukurou" (ジオラマを作ろう)                                    | 2:25       |
| 9.               | "Nobisaurus Land e Yōkoso" (ノビサウルスランドへようこそ)                  | 2:41       |
| 10.              | "Mama ni Mitsukatchau!" (ママに見つかっちゃう!)                            | 1:35       |
| 11.              | "Nobita to Kyū ~Yakusoku sa Reta Wakare" (のび太とキュー ～約束された別れ) | 2:50       |
| 12.              | "Main Theme ~Iza Haku Aki e" (メインテーマ ～いざ白亜紀へ!)                | 1:04       |
| 13.              | "Juraki" (ジュラ紀)                                                        | 1:46       |
| 14.              | "Kyōryū-tachi no Tatakai" (恐竜たちの闘い)                                 | 2:38       |
| 15.              | "Main Theme ~Kyōryū-tachi no sekai" (メインテーマ ～恐竜たちの世界)        | 2:32       |
| 16.              | "Tama go tanken-tai!" (たまご探検隊!)                                      | 0:51       |
| 17.              | "Camp de o Tomari" (キャンプでお泊まり)                                    | 1:29       |
| 18.              | "Nazo no Futari" (謎の二人)                                                | 0:30       |
| 19.              | "Semaru Pteranodon" (迫るプテラノドン)                                     | 0:52       |
| 20.              | "Tama go tanken-tai!!" (たまご探検隊!!)                                    | 0:21       |
| 21.              | "Tyranosaurus" (ティラノサウルス)                                          | 1:45       |
| 22.              | "Kyōryū to Tomodachi ni Narou!" (恐竜と友だちになろう!)                    | 1:30       |
| 23.              | "Tama go tanken-tai!!!" (たまご探検隊!!!)                                  | 0:22       |
| 24.              | "Kyodai na Ashiato" (巨大な足跡)                                           | 1:21       |
| 25.              | "Shinobiyoru Kyōryū" (忍び寄る恐竜)                                        | 0:42       |
| 26.              | "Kyodai Yokuryū Shūrai" (巨大翼竜襲来)                                     | 1:29       |
| 27.              | "Saikai" (再会)                                                            | 0:37       |
| 28.              | "Jill to Natalie" (ジルとナタリー)                                         | 1:02       |
| 29.              | "Main Theme ~Shin Kyōryū" (メインテーマ ～新恐竜)                          | 1:42       |
| 30.              | "Dōshite" (どうして)                                                       | 0:56       |
| 31.              | "Jill no Nerai" (ジルの狙い)                                               | 0:37       |
| 32.              | "Surechigai" (すれ違い)                                                    | 1:40       |
| 33.              | "Nobita to Kyū ~Yakusoku" (のび太とキュー ～約束)                          | 1:37       |
| 34.              | "Zetsumetsu" (絶滅)                                                        | 1:16       |
| 35.              | "Teikō" (抵抗)                                                             | 1:10       |
| 36.              | "Kibō ~Nobisaurus Land Futatabi" (希望 ～ノビサウルスランド再び)           | 2:19       |
| 37.              | "Sukuwa Reru Koto e no Kyōfu" (恐竜救出作戦)                               | 0:55       |
| 38.              | "Neppū" (熱風)                                                             | 1:39       |
| 39.              | "Nobita to Kyū ~Futatsu no Shinka" (のび太とキュー ～二つの進化)           | 3:53       |
| 40.              | "Main Theme ~Tori e" (メインテーマ ～鳥へ)                                 | 2:01       |
| Tổng thời lượng: | Tổng thời lượng:                                                           | 57:24      |

## Truyền thông
Trong Roppongi Hills & TV Asahi Summer Station 2019 một trò chơi live action liên quan đến bộ phim được tổ chức. Manga Nobita no Shin Kyōryū được đăng trên tạp chí CoroCoro Comic của nhà xuất bản Shogakukan bởi họa sĩ Mugiwara Shintarō, chương đầu tiên ra mắt vào tháng 9 năm 2019. Trong số phát hành tháng 12 tạp chí Ciao cũng của Shogakukan thông báo rằng họ cũng chuyển thể phim anime thành manga với tựa đề Eiga Doraemon: Nobita no Shin Kyoryū ~Futago no Kyū to Myū~ (tạm dịch: Điện ảnh Doraemon: Khủng long mới của Nobita ~Cặp song sinh Kyū và Myū~) và do Tokiwa Ran — một học sinh trung học vẽ đồng thời Kawamura Genki và Mugiwara Shintarō cùng tham gia viết kịch bản; ra mắt từ tháng 1 năm 2020. Đây là shoujo manga đầu tiên của xê-ri Doraemon của Fujiko F Fujio.

## Phát hành
Nobita no Shin Kyōryū dự kiến khởi chiếu ban đầu vào ngày 6 tháng 3 năm 2020 tại Nhật Bản. Nhưng trước đó Shogakukan thực hiện 5 suất chiếu sớm tại Tokyo, Sapporo, Nagoya, Osaka và Fukuoka dành cho khoảng 3 nghìn người và buổi chiếu đầu bắt đầu từ 16 tháng 2 năm 2020. Tuy nhiên đến ngày 27 tháng 2, Toho thông báo hoãn chiếu bộ phim do ảnh hưởng từ Đại dịch COVID-19. Ngày 19 tháng 3 bộ phim được thông báo dự kiến sẽ được tái khởi chiếu vào ngày 7 tháng 8. Ngày 14 tháng 7, công bố áp phích quảng bá mới của bộ phim.
Sau Nhật Bản, Nobita no Shin Kyōryū được mua bản quyền trình chiếu tại một số quốc gia khác trên thế giới. Tại Đài Loan, phim khởi chiếu vào ngày 25 tháng 9 năm 2020. Tại Hồng Kông, khởi chiếu vào ngày 1 tháng 10. Tại Thái Lan, dự kiến khởi chiếu vào ngày 19 tháng 11. Tại Trung Quốc, dự kiến khởi chiếu vào ngày 11 tháng 12. Tại Việt Nam, khởi chiếu vào ngày 18 tháng 12 năm 2020 với hai phiên bản: phụ đề và lồng tiếng Việt. Sau này phần lồng tiếng Việt được POPS Worldwide mua bản quyền và phát hành trên kênh YouTube POPS Kids vào ngày 17 tháng 5 năm 2024.

## Tiếp nhận
Nobita no Shin Kyōryū được Toho phân phối trình chiếu trên 337 màn hình. Trong hai ngày cuối tuần của tuần đầu phát hành, phim đạt doanh thu khoảng 413 triệu yên dẫn đầu bảng xếp hạng phòng vé tại Nhật Bản. Đến ngày thứ tư, tổng doanh thu mang về ước đạt 761 triệu yên. Theo trang Chinesedora phân tích đây là phim Doraemon chiếu rạp có doanh thu mở màn thấp nhất trong 5 năm trở lại đây kể từ Nobita no Space Heroes (2015). Nguyên nhân được đánh giá là do ảnh hưởng từ đại dịch COVID-19 khiến lượt người xem sụt giảm. Sau 10 tuần phát hành, tổng doanh thu bộ phim ước đạt 3,2 tỉ yên.
Tại Hồng Kông, phim đạt doanh thu 1,4 triệu đô la Hồng Kông trong ngày đầu tiên chính thức công chiếu, dẫn đầu bảng xếp hạng doanh thu phòng vé. Tính đến ngày 26 tháng 10, tổng doanh thu cán mốc 10 triệu đô la Hồng Kông và trở thành phim thứ ba trong xê-ri phim anime 2D Doraemon có doanh thu vượt quá 10 triệu đô la Hồng Kông khi phát hành tại Hồng Kông. Còn tổng doanh thu tại Đài Loan và Đài Bắc cán mốc 42 triệu Tân Đài tệ sau 1 tháng công chiếu.